# Le téléphone pleure
Pour les articles homonymes, voir Le téléphone pleure (homonymie).
Singles de Claude François
Le Mal-aimé
(1974) Toi et moi contre le monde entier
(1975)
Pistes de Le Mal-aimé
Une fille suffit Le Mal-aimé
Le téléphone pleure est une chanson interprétée par Claude François en duo avec la petite Frédérique Barkoff, fille de sa comptable Nicole Gruyer et de l'agent artistique Jean-Paul Barkoff, publiée par les disques Flèche en octobre 1974.

## La chanson

### Écriture et composition
Les paroles sont de Frank Thomas et la musique de Jean-Pierre Bourtayre. Elle est inspirée d'une chanson américaine de George Jones et Tammy Wynette, The Telephone Call, sortie début 1974 sur l'album George and Tammy and Tina. Toutefois, il y a une différence entre les deux chansons, dans le scénario. La version qu'interprète Claude François a été inspirée par Jean-Pierre Bourtayre, qui venait de voir le film L'Épouvantail, où l'on voit dans une scène Al Pacino parler avec sa fille au téléphone, alors qu'elle-même ignore que celui qui lui parle est son père. Dans The Telephone Call, la fille sait que celui qui lui parle est son père.

### Adaptations et reprises
La chanson s'est vendue à plus d'un million d'exemplaires, ce qui en fait la meilleure vente de disques de Claude François. Il enregistre, l'année suivante, la version espagnole (Llora el telefono) et celle anglaise (Tears on the Telephone). Cette dernière se classe 35e dans le top 40 britannique en janvier 1976.
La chanson est reprise par la suite par d'autres artistes, notamment en italien sous le titre Piange il telefono par Domenico Modugno en duo avec la petite Francesca Guadagno (it),,, en 1975 (Carosello (it)). Le titre est repris dans la comédie musicale Belles belles belles. Rendant hommage aux titres de Claude François, elle est créée en 2003 par des collaborateurs du chanteur tels Daniel Moyne, Jean-Pierre Bourtayre et Gérard Louvin. Cette chanson fut également réinterprétée en 2010 sur l'album Best Off du groupe de rock alternatif français Opium du Peuple, en collaboration avec Didier Wampas.

## Liste des titres[9]
France 45 tours (octobre 1974)
| No | Titre                                                   | Paroles      | Musique                                   | Durée |
| -- | ------------------------------------------------------- | ------------ | ----------------------------------------- | ----- |
| 1. | Le téléphone pleure (avec la petite Frédérique Barkoff) | Frank Thomas | - Jean-Pierre Bourtayre - Claude François | 3:58  |
| 2. | Quand la pluie finira de tomber                         | Richard Seff | Daniel Seff                               | 2:59  |

- Accompagné par Jean-Claude Petit et son orchestre

 Canada 45 tours (1974)
| No | Titre                                                   | Paroles           | Musique                                   | Durée |
| -- | ------------------------------------------------------- | ----------------- | ----------------------------------------- | ----- |
| 1. | Le téléphone pleure (avec la petite Frédérique Barkoff) | Frank Thomas      | - Jean-Pierre Bourtayre - Claude François | 3:58  |
| 2. | Heureusement, tu penses à moi                           | Jean-Michel Rivat | - Claude François - Simon Shirak          | 3:30  |

- Accompagné par Jean-Claude Petit et son orchestre

### Adaptations étrangères
Brésil 45 tours (1975)
| No | Titre               | Paroles | Musique                                   | Durée |
| -- | ------------------- | ------- | ----------------------------------------- | ----- |
| 1. | O telefone chora    | Murano  | - Jean-Pierre Bourtayre - Claude François | 3:43  |
| 2. | Que será? Que será? | ?       | ?                                         | ?     |

 Espagne 45 tours (1975)
| No | Titre             | Paroles         | Musique                                   | Durée |
| -- | ----------------- | --------------- | ----------------------------------------- | ----- |
| 1. | Llora el teléfono | Gefingal        | - Jean-Pierre Bourtayre - Claude François | 3:58  |
| 2. | Chanson populaire | Nicolas Skorsky | - Jean-Pierre Bourtayre - Nicolas Skorsky | 3:34  |

 Italie 45 tours (1975)
| No | Titre                                                          | Paroles          | Musique                                   | Durée |
| -- | -------------------------------------------------------------- | ---------------- | ----------------------------------------- | ----- |
| 1. | Piange... il telefono (avec la petite Francesca Guadagno (it)) | Domenico Modugno | - Jean-Pierre Bourtayre - Claude François | 3:58  |
| 2. | L'avventura                                                    | Domenico Modugno | Domenico Modugno                          | 2:30  |

 Royaume-Uni 45 tours (janvier 1976)
| No | Titre                                                | Paroles              | Musique                                   | Durée |
| -- | ---------------------------------------------------- | -------------------- | ----------------------------------------- | ----- |
| 1. | Tears on the Telephone (avec la petite Kathy Barnet) | Howard Barnes        | - Jean-Pierre Bourtayre - Claude François | 3:58  |
| 2. | Hello Happiness                                      | Roger Greenaway (en) | Les Reed                                  | 2:19  |

## Classements

### Classements hebdomadaires
| Classement (1974-1976)                  | Meilleure position |
| --------------------------------------- | ------------------ |
| Belgique (Flandre Ultratop 50 Singles)  | 21                 |
| Belgique (Wallonie Ultratop 50 Singles) | 1                  |
| France (IFOP)                           | 1                  |
| Rhodésie (Lyons Maid Hits of the Week)  | 8                  |
| Royaume-Uni (UK Singles Chart)          | 35                 |